# Сечение нечётных циклов

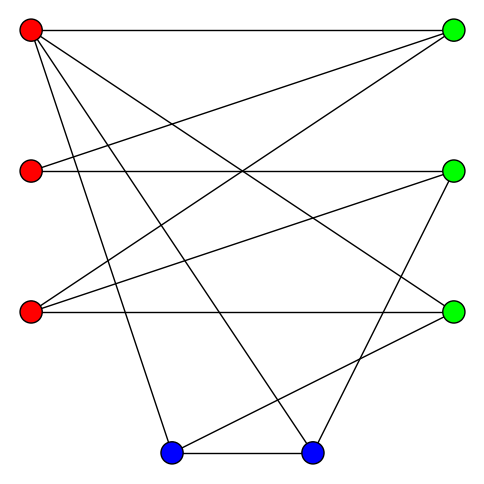
Граф с сечением нечётных циклов размера 2 — удаление двух синих нижних вершин оставляет двудольный граф.

Сечение нечётных циклов неориентированного графа — это набор вершин графа, который имеет непустое пресечение с любым нечётным циклом в графе. Удаление вершин сечения нечётных циклов из графа оставляет двудольный граф в качестве порождённого подграфа.

## Связь с вершинным покрытием
Заданный {\displaystyle n}-вершинный граф {\displaystyle G} имеет сечение нечётных циклов размера {\displaystyle k} тогда и только тогда, когда прямое произведение графов {\displaystyle G\square K_{2}} (граф, состоящий из двух копий {\displaystyle G}, с соответствующими вершинами каждой копии, соединёнными рёбрами совершенного паросочетания) имеет вершинное покрытие размера {\displaystyle n+k}. Сечение нечётных циклов может быть преобразовано в вершинное покрытие путём включения обеих копий каждой вершины из сечения и одной копии каждой оставшейся вершины, выбранных из двух копий согласно тому, какой доле разбиения она принадлежит. В другом направлении вершинное покрытие графа {\displaystyle G\square K_{2}} может быть преобразовано в сечение нечётных циклов путём сохранения только вершин, для которых обе копии содержатся в покрытии. Вершины вне результирующего сечения могут быть разбиты на две части согласно тому, какая копия вершины использовалась в покрытии.

## Алгоритмы и сложность
Задача нахождения наименьшего сечения нечётных циклов, или, эквивалентно, наибольшего двудольного порождённого подграфа, называется задачей сечения нечётных циклов (англ. Odd Cycle Transversal, OCT). Задача NP-трудна, так как является специальным случаем нахождения наибольшего порождённого подграфа с наследственным свойством (так как свойство двудольности наследуется). Все такие задачи для нетривиальных свойств NP-трудны.
Эквивалентность между задачей сечения нечётных циклов и задачей вершинного покрытия может быть использована для разработки фиксированно-параметрически разрешимых алгоритмов для сечения нечётных циклов, это означает, что существует алгоритм, время работы которого может быть ограничено полиномиальной функцией от размера графа, умноженной на (бо́льшую) функцию от {\displaystyle k}. Разработка этих алгоритмов приводит к методу итеративного сжатия, более общий метод для многих других параметризованных алгоритмов. Параметризованные алгоритмы известны для этих задач, которые работают за почти линейное время для любого фиксированного значения {\displaystyle k}. Альтернативно, с полиномиальной зависимостью от размера, зависимость от {\displaystyle k} может быть сведена к {\displaystyle 2{,}3146^{k}}.
Для контраста, аналогичная задача для ориентированных графов не допускает фиксированно-параметрически разрешимых алгоритмов при стандартных предположениях теоретической сложности .